# Carlos Brandão (político)
Carlos Orleans Brandão Junior (Colinas, 2 de junho de 1958) é um empresário e político brasileiro. Atualmente é governador do estado do Maranhão, filiado ao Partido Socialista Brasileiro (PSB). Foi vice-governador reeleito do estado do Maranhão. Anteriormente, atuou como deputado federal por dois mandatos consecutivos. É formado em Medicina Veterinária pela Universidade Estadual do Maranhão.

## Carreira política
Filho de Carlos Orleans Brandão, médico e professor, que foi prefeito de São Domingos, deputado estadual e conselheiro do Tribunal de Contas do Estado.
Iniciou sua vida pública nos anos 1990, como assessor especial da Secretaria de Estado da Agricultura, e ocupou o cargo de secretário adjunto de Estado de Meio Ambiente. Ainda em meados dos anos noventa, passou pelas função de chefia do gabinete do vice-governador José Reinaldo Tavares. Também foi secretário-chefe do gabinete do governador, secretário de Estado de Articulação Política e secretário Chefe da Casa Civil. Sua primeira filiação política foi ao PFL.

### Deputado Federal (2007–2014)
Em 2006, filiou-se ao PSDB e disputou sua primeira eleição, concorrendo ao cargo de deputado federal. Nessa ocasião, foi eleito com quase 135 mil votos. Foi reeleito em 2010, cumprindo mais um mandato federal. Assumiu a presidência estadual do PSDB em 2011. 
Em sua atuação como deputado federal, Carlos Brandão conquistou aprovação de projetos de lei em benefício da cultura nordestina e maranhense. Instituiu o dia 30 de junho como Dia Nacional do Bumba Meu Boi. Através de um projeto de lei, no terceiro domingo de julho, quando é celebrada a tradicional Missa do Vaqueiro, passou a ser o Dia do Vaqueiro Nordestino.
Defendeu a classe dos médicos veterinários ao encaminhar ao Ministério da Saúde proposta que torna obrigatória a participação de médicos veterinários no programa Saúde da Família. A portaria foi publicada pelo Ministério da Saúde e garante a inclusão desses profissionais para a vigilância epidemiológica em todo território brasileiro.
É o autor da lei que estendeu a atuação da Codevasf aos Vales do Mearim e do Itapecuru. 

### Vice-governador do Maranhão (2015–2022)
Nas eleições de 2014, foi eleito vice-governador do Maranhão na chapa encabeçada por Flávio Dino (PCdoB). Foi presidente do Conselho de Administração da Empresa Maranhense de Administração Portuária (Emap), destacando-se no acompanhamento de projetos especiais do governo do Estado, especialmente em missões internacionais. O objetivo desses projetos foram a atração de investimentos estrangeiros para o Maranhão. Os investimentos estão relacionados ao ramo siderúrgico, ao setor petroquímico e portuário, à agroindústria e ao setor tecnológico.
Permaneceu na presidência do PSDB até o rompimento com o partido, em 2017, filiando-se ao Republicanos (até então, PRB). 
Foi reeleito em primeiro turno nas eleições de 2018. A chapa do governador Flávio Dino recebeu cerca de 1 milhão e 800 mil votos. O número é cerca de 59% do eleitorado maranhense. 
Em março de 2021, retornou ao PSDB. Em janeiro de 2022, Brandão anunciou sua filiação ao PSB como pré-candidato ao governo do Maranhão.

### Governador
Em março de 2022, filia-se ao PSB.

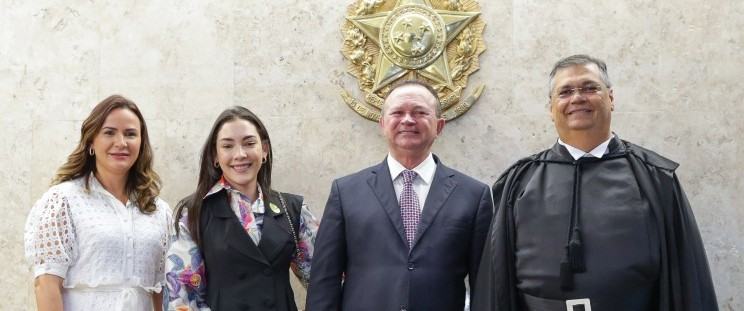
22/02/2024: O então governador do Maranhão, Carlos Brandão, participa da cerimônia de posse de Flávio Dino como novo ministro do Supremo Tribunal Federal. (Crédito: Gilson Teixeira/Governo do estado do Maranhão).

Com a renúncia de Flávio Dino para concorrer às eleições em outubro de 2022, Carlos Brandão tomou posse como governador do Maranhão em 02 de abril de 2022.
Foi reeleito governador em primeiro turno nas eleições de 2022 com 51,29% dos votos, recebendo cerca de 1 milhão e 700 mil votos.
Em 18 de outubro de 2024, o ministro do Supremo Tribunal Federal, Alexandre de Moraes, suspendeu a nomeação de cinco parentes de Carlos Brandão, que ocupam cargos de segundo escalão do governo do Maranhão, por suspeita de nepotismo.

## Desempenho em eleições
| Ano  | Eleição               | Cargo            | Partido | Coligação | Vice                | Votos     | %      | Resultado |
| ---- | --------------------- | ---------------- | ------- | --- | ------------------- | --------- | ------ | --------- |
| 2006 | Estaduais no Maranhão | Deputado Federal | PSDB    | PSDB (sem coligação) | —                   | 134 643   | 4,64%  | Eleito    |
| 2010 | Estaduais no Maranhão | Deputado Federal | PSDB    | O Povo é Maior (PDT, PSDB, PTC)                                                                                              | —                   | 77 733    | 2,55%  | Eleito    |
| 2014 | Estaduais no Maranhão | Vice-governador  | PSDB    | Todos Pelo Maranhão (PCdoB, PSB, PSDB, PPS, PP, Solidariedade, PDT, PTC, PROS)                                               | —                   | 1 877 064 | 63,52% | Eleito    |
| 2018 | Estaduais no Maranhão | Vice-governador  | PRB     | Todos Pelo Maranhão (PCdoB, PRB, PDT, PPS, PT, Avante, PTB,PROS, PSB, PR, DEM, PP, PATRI, PTC, Solidariedade, PPL)           | —                   | 1 867 396 | 59,29% | Eleito    |
| 2022 | Estaduais no Maranhão | Governador       | PSB     | Para o Bem do Maranhão (PODE, PSB, FE Brasil (PT, PCdoB, PV), Federação PSDB Cidadania (PSDB, Cidadania), MDB, Patriota, PP) | Felipe Camarão (PT) | 1 769 187 | 51,29% | Eleito    |